# American Campers
Pour plus de détails, voir Fiche technique et Distribution.
American Campers (Happy Campers en version originale) est un film américain écrit et réalisé par Daniel Waters, sorti en 2001.

## Synopsis
Sept jeunes moniteurs, tous très différents les uns des autres, sont amenés à vivre ensemble le temps d'un été... Une cohabitation qui restera dans les mémoires !

## Fiche technique
- Titre original : Happy Campers
- Titre français : American Campers
- Réalisation : Daniel Waters
- Scénario : Daniel Waters
- Musique : Rolfe Kent
- Décors : Valerie Fann
- Costumes : Caroline B. Marx
- Photographie : Antonio Calvache  et Eliot Davis
- Montage : Dan Lebental
- Production : Peter Czernin, Denise Di Novi et David Rubin
- Distribution : New Line Cinema
- Format : Couleurs - 2,35:1 - Dolby -  35 mm
- Box-office : 15 millions de dollars
- Genre : comédie noire
- Durée : 94 minutes (1 h 34)
- Pays de production :  États-Unis
- Classification:
- Langue originale : anglais
- Dates de sortie[1] : 
  - États-Unis : 21 janvier 2001
  - France : 8 juin 2006 en DVD

## Distribution
- Brad Renfro (VF : Stanislas Forlani) : Wichita
- Dominique Swain (VF : Barbara Beretta) : Wendy
- Keram Malicki-Sanchez (VF : Alexis Tomassian) : Jasper
- Emily Bergl (VF : Karine Foviau) : Talia
- Jordan Bridges (VF : Cyril Aubin) : Adam
- Jaime King (VF : Marie-Eugénie Maréchal) : Pixel
- Justin Long (VF : Vincent de Bouard) : Donald
- Peter Stormare (VF : Michel Dodane) : Oberon
- Graham Frye : Charlie
- Ryan Adams : « Bad Boy Billy »

 Source et légende : version française (VF) sur RS Doublage et selon le carton du doublage français sur le DVD zone 2.